# Cintamarga
Cintamarga is een bestuurslaag in het regentschap Ogan Komering Ilir van de provincie Zuid-Sumatra, Indonesië. Cintamarga telt 758 inwoners (volkstelling 2010).